# Sophronisca angolense
Sophronisca angolense là một loài bọ cánh cứng trong họ Cerambycidae.